# Louise Beavers
Louise Beavers (Cincinnati, 8 de marzo de 1902 - Los Ángeles, 26 de octubre de 1962)
fue una actriz de cine y televisión afroestadounidense. Beavers apareció en decenas de películas desde los años veinte hasta los sesenta. Beavers fue miembro de la hermandad Sigma Gamma Rho, una de las cuatro hermandades de mujeres afroestadounidenses.

## Biografía
Después de terminar la secundaria en la escuela Pasadena High School, consiguió trabajo como empleada doméstica de la actriz Leatrice Joy, quien la ayudó a ser contratada en una película muda: La cabaña del Tío Tom.
Louise Beavers empezó su carrera en los años veinte, y desempeñó el papel de nodriza negra (mummy) en muchas de las películas en las que actuó. Ella comenzó a obtener más atención en el mundo de la actuación después de representar el papel de Julia en la película Coqueta, protagonizada por Mary Pickford. 
Beavers tenía una personalidad atractiva, y con frecuencia desempeñaba el papel de la persona madura negra que ayudaba al protagonista blanco a madurar en el transcurso de la película. 

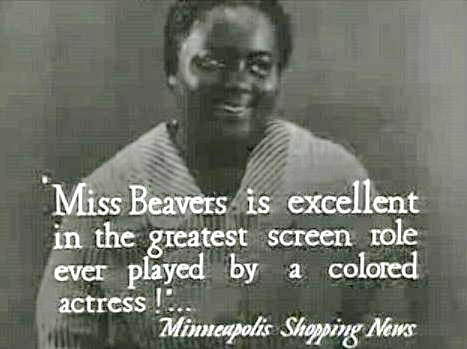
Louise Beavers en la película Imitation of Life) (1934).

En 1934, Beavers hizo el papel de Delilah en la película Imitación a la vida, y el público reaccionó positivamente ante su actuación. No fue solo un gran avance para la carrera de Beavers, sino que también fue «la primera vez en la historia del cine estadounidense en que se les dio gran peso emocional a los problemas de una negra en una película importante de Hollywood». Algunos medios de comunicación reconocieron por primera vez la injusticia del doble estándar de Hollywood en relación con los actores y actrices negros. Por ejemplo, la revista California Graphic Magazine escribió: «La Academia no pudo reconocer a la señorita Beavers: ¡es una negra!».
Beavers, quien se crio en el norte de Estados Unidos y en California, tuvo que aprender a hablar con el acento de los negros del sur, para cumplir con el estereotipo. Algunos la criticaron por los papeles que aceptaba, alegando que tales roles naturalizaban el segregacionismo. Beavers desestimó tales críticas, explicando que había disponibles oportunidades limitadas para una actriz negra, y agregó: «Yo solo estoy actuando los roles: no los vivo». Cuando se hizo más famosa, Beavers empezó a hablar ―tanto durante la producción de las películas como en su promoción― en contra del tratamiento que Hollywood les daba a los afroestadounidenses.
A diferencia de la actriz Hattie McDaniel, Beavers no era naturalmente «fornida», y tenía que comer de más para poder seguir siendo aceptada en el papel de la gorda y simpática sirvienta negra. Esto le crearía problemas de salud en sus últimos años.
Más adelante en su carrera, Beavers se volvió activa en la vida política de su país, en busca de apoyo para ayudar a los afroestadounidenses en sus derechos. Apoyó a Robert S. Abbott, el editor del diario Chicago Defender, quien luchó por los derechos civiles de los afroestadounidenses. Apoyó también al candidato Richard Nixon, que había hecho creer a los afroestadounidenses que los ayudaría en su lucha por los derechos civiles, algo que no sucedió.

## Matrimonio

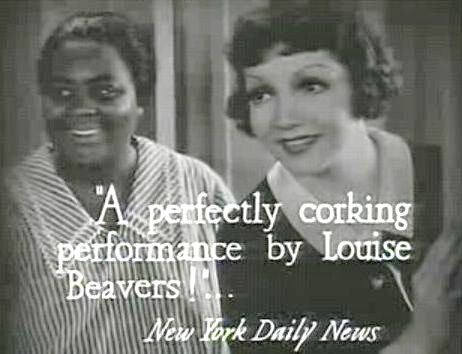
Louise Beavers con la actriz Claudette Colbert en la película Imitación de la vida (Imitation of Life) (1934).

En 1936, Beavers se casó con Robert Clark, quien se convirtió en su mánager y la ayudó a gestionar su carrera. Ella no solo trabajó en películas de Hollywood, sino también en giras teatrales de hasta veinte semanas, que se llevaban a cabo anualmente.
Beavers y Clark después se divorciaron y se volvieron a casar.
En 1947 él la dejó por una bailarina más joven.
Mucho más tarde, en 1952, Beavers se casó con Leroy Moore, quien ―según qué fuente lo mencione― era diseñador de interior o chef. Permanecieron casados hasta la muerte de Beavers en 1962. Ella no tuvo hijos.

## Muerte
En su adultez, la actriz estuvo plagada de problemas de salud derivados de la obesidad, como la diabetes. Murió el 26 de octubre de 1962, a los 60 de edad, después de un ataque al corazón, en el hospital Cedars of Lebanon, en Los Ángeles, en el décimo aniversario de la muerte de Hattie McDaniel, la primera actriz afroestadounidense que ganó un premio Óscar.
Fue enterrada junto a su madre, E. Monroe Beavers, en el cementerio Evergreen, en Los Ángeles.
En 1976, Beavers fue incluida en el Salón de la Fama de los Cineastas Negros. [6]

## Filmografía
- 1923: The Gold Diggers
- 1927: Uncle Tom's Cabin
- 1929: Election Day, extra.
- 1929: Coquette
- 1929: Glad Rag Doll.
- 1929: Gold Diggers of Broadway.
- 1929: Barnum Was Right.
- 1929: Wall Street.
- 1929: Nix on Dames.
- 1930: Second Choice
- 1930: Wide Open.
- 1930: She Couldn't Say No.
- 1930: True to the Navy.
- 1930: Safety in Numbers.
- 1930: Back Pay.
- 1930: Recaptured Love.
- 1930: Our Blushing Brides.
- 1930: Manslaughter.
- 1930: Outside the Law.
- 1930: Bright Lights.
- 1930: Paid.
- 1931: Scandal Sheet
- 1931: Millie.
- 1931: Don't Bet on Women.
- 1931: Six Cylinder Love.
- 1931: Up for Murder.
- 1931: Party Husband.
- 1931: Annabelle's Affairs.
- 1931: Sundown Trail.
- 1931: Reckless Living.
- 1931: Girls About Town.
- 1931: Heaven on Earth.
- 1931: Good Sport.
- 1931: Ladies of the Big House.
- 1932: You're Telling Me, extra.
- 1932: Hesitating Love, extra.
- 1932: The Greeks Had a Word for Them.
- 1932: The Expert.
- 1932: It's Tough to Be Famous.
- 1932: Young America.
- 1932: Night World.
- 1932: The Midnight Lady.
- 1932: The Strange Love of Molly Louvain.
- 1932: Street of Women.
- 1932: The Dark Horse.
- 1932: What Price Hollywood?.
- 1932: Unashamed.
- 1932: Divorce in the Family.
- 1932:  @#!*% 's Highway.
- 1932: Wild Girl.
- 1932: Too Busy to Work.
- 1933: The Midnight Patrol (en una escena borrada).
- 1933: Grin and Bear It, extra.
- 1933: She Done Him Wrong.
- 1933: Her Splendid Folly.
- 1933: Girl Missing.
- 1933: 42nd Street.
- 1933: The Phantom Broadcast.
- 1933: Pick-Up.
- 1933: Central Airport.
- 1933: The Big Cage.
- 1933: What Price Innocence?.
- 1933: Midnight Mary.
- 1933: Hold Your Man.
- 1933: Her Bodyguard.
- 1933: A Shriek in the Night.
- 1933: Notorious But Nice.
- 1933: Bombshell.
- 1933: Only Yesterday.
- 1933: In the Money.
- 1933: Jimmy and Sally.
- 1934: Palooka
- 1934: Bedside.
- 1934: I've Got Your Number.
- 1934: Gambling Lady.
- 1934: A Modern Hero.
- 1934: The Woman Condemned.
- 1934: Registered Nurse.
- 1934: Glamour.
- 1934: I Believed in You.
- 1934: Cheaters.
- 1934: Merry Wives of Reno.
- 1934: The Merry Frinks.
- 1934: Dr. Monica.
- 1934: I Give My Love.
- 1934: Beggar's Holiday.
- 1934: Imitation of Life.
- 1934: West of the Pecos.
- 1934: Million Dollar Baby.
- 1935: Annapolis Farewell
- 1936: Bullets or Ballots.
- 1936: Wives Never Know.
- 1936: General Spanky.
- 1936: Rainbow on the River.
- 1937: Make Way for Tomorrow
- 1937: Wings Over Honolulu.
- 1937: Love in a Bungalow.
- 1937: The Last Gangster.
- 1938: Scandal Sheet
- 1938: Life Goes On.
- 1938: Brother Rat.
- 1938: The Headleys at Home.
- 1938: Peck's Bad Boy with the Circus.
- 1939: Made for Each Other
- 1939: The Lady's from Kentucky.
- 1939: Reform School.
- 1940: Parole Fixer
- 1940: Women Without Names.
- 1940: No Time for Comedy.
- 1940: I Want a Divorce.
- 1941: Virginia
- 1941: Sign of the Wolf.
- 1941: Kisses for Breakfast.
- 1941: Belle Starr.
- 1941: Shadow of the Thin Man.
- 1942: The Vanishing Virginian.
- 1942: Young America.
- 1942: Reap the Wild Wind.
- 1942: Holiday Inn.
- 1942: The Big Street.
- 1942: Seven Sweethearts.
- 1943: Good Morning, Judge
- 1943: DuBarry Was a Lady.
- 1943: All by Myself.
- 1943: Top Man.
- 1943: Jack London.
- 1943: There's Something About a Soldier.
- 1944: Follow the Boys
- 1944: South of Dixie.
- 1944: Dixie Jamboree.
- 1944: Barbary Coast Gent.
- 1945: Delightfully Dangerous
- 1946: Young Widow
- 1946: Lover Come Back.
- 1947: Banjo
- 1948: Mr. Blandings Builds His Dream House
- 1948: A Southern Yankee.
- 1948: Good Sam.
- 1948: For the Love of Mary.
- 1949: Tell It to the Judge
- 1950: Girls' School.
- 1950: The Jackie Robinson Story.
- 1950: My Blue Heaven.
- 1952: Never Wave at a WAC.
- 1952: Colorado Sundown.
- 1952: I Dream of Jeanie.
- 1956: Good-bye, My Lady.
- 1956: You Can't Run Away from It.
- 1956: Teenage Rebel.
- 1957: Tammy and the Bachelor.
- 1958: The Goddess
- 1960: All the Fine Young Cannibals
- 1960: The Facts of Life.